# Kernkraftwerk Vermont Yankee
Das stillgelegte Kernkraftwerk Vermont Yankee hat einen Siedewasserreaktor, der von General Electric errichtet wurde. Es befindet sich in Vernon im US-Bundesstaat Vermont am Westufer des Connecticut Rivers.

## Geschichte
Mit dem Bau des Kernkraftwerks wurde Ende 1967 begonnen und 1972 nahm es den kommerziellen Betrieb auf. Es wurde mit zwei hölzernen Kühltürmen und Wasser aus dem Connecticut River gekühlt. Das Kraftwerk wurde 2002 von Entergy übernommen.
Im Jahr 2005 wurde eine 20%ige Erhöhung der Leistung beantragt und 2006 genehmigt. Um den höheren Kühlbedarf zu erreichen, wurden größere und schwerere Ventilatoren in den beiden Kühltürmen installiert. Am 21. August 2007 stürzte einer der beiden Kühltürme wegen verrotteter Holzstrukturen teilweise ein, daraufhin musste die Reaktorleistung auf 50 % gesenkt werden. Am 11. Juli 2008 kam es zu einem Leck im anderen Kühlturm, daraufhin musste die Leistung wegen des geringen Flusswasseraufkommens auf 23 % reduziert werden.
Die ursprüngliche Betriebslizenz lief 2012 ab, deshalb beantragte der Betreiber im Jahr 2006 eine Verlängerung um 20 Jahre.
Dieser Antrag wurde vom Senat von Vermont abgelehnt, so dass das Kernkraftwerk eigentlich 2012 abgeschaltet werden sollte.
Im März 2011, noch während der Unfallserie in den baugleichen Reaktoren von Fukushima, erteilte jedoch die US-Atombehörde trotz des schlechten Gesamtzustandes der Anlage eine Lizenz für weitere 20 Jahre.
Am 27. August 2013 kündigte der Eigentümer Entergy trotz der verlängerten Lizenz an, dass das AKW im Jahr 2014 stillgelegt werden soll, da der Weiterbetrieb sich ökonomisch nicht mehr lohne.
Grund für den Senatsentscheid war ein Tritium-Leck in den Untergrund des Werks, wobei die Aufsichtsbehörde NRC beteuert hatte, es bestehe keine unmittelbare Bedrohung des Grundwassers und man überwache die Entwicklung mit Messsonden. Allerdings steht die Anlage Vermont Yankee in der Region bereits länger und aus anderen Gründen im politischen Kreuzfeuer. Die 2006 genehmigte Leistungserhöhung war insofern problematisch, als errechnet worden war, dass bei einem größeren Kühlwasserverlust aus dem Reaktorsystem (und dies nicht nur bei einem Leck, sondern auch bei einem Druckentlastungsvorgang infolge von Transienten, was wesentlich häufiger vorkommt als ein Leck) die Pumpen, welche den Wasserverlust ergänzen müssen, bei der vorgesehenen Leistungserhöhung auf den im Containment durch den Störfall aufgebauten Überdruck angewiesen sind, um Wasser ansaugen zu können (sog. NPSH-Problem). Das ist in den Fällen sehr problematisch, bei denen das Containment (etwa durch eine fehlerhaft offengebliebene Armatur) undicht bleibt und somit gar keinen Überdruck aufweist. Dennoch genehmigte die NRC diese Leistungserhöhung, ohne etwa als Kompensation die Nachrüstung stärkerer Pumpen zu verlangen. Dies stieß auf heftige Opposition in der Region, und zwar auch von offizieller Seite.
1. September 2013: Der Betreiber gibt bekannt, die Stilllegung des Reaktors nach dem Verbrauch der aktuellen Brennelemente einzuleiten. Die Entscheidung wird als direkte Reaktion auf die Fukushima-Katastrophe gewertet, bei der derselbe Reaktortyp zum Einsatz kam.
Ende Februar 2010 wurden Spuren von 137Cs auf dem Gelände des Kernkraftwerks festgestellt, deren Konzentration nach Angaben der Regierung von Vermont drei- bis zwölfmal höher lagen, als durch den Eintrag von Atomwaffentests und der Tschernobylkatastrophe zu erwarten wäre. Der Betreiber Entergy kündigte daraufhin an, den Boden abtragen und als Atommüll entsorgen zu wollen.

## Stilllegung
Der Reaktorblock wurde am 29. Dezember 2014 endgültig heruntergefahren. Als Grund hierfür wurde vom Betreiber die fehlende Wirtschaftlichkeit gegenüber anderen Kraftwerken, insbesondere der Stromerzeugung aus Gaskraftwerken genannt. Eine Betriebsgenehmigung bestand noch bis 2032.

## Daten des Reaktorblocks
| Reaktorblock   | Reaktortyp         | Netto- leistung | Brutto- leistung | Baubeginn  | Netzsyn- chronisation | Kommer- zieller Betrieb | Abschal- tung |
| -------------- | ------------------ | --------------- | ---------------- | ---------- | --------------------- | ----------------------- | ------------- |
| Vermont Yankee | Siedewasserreaktor | 620 MW          | 650 MW           | 11.12.1967 | 20.09.1972            | 30.11.1972              | 29.12.2014    |